# Westralunio
Westralunio é um género de bivalve da família Hyriidae.

## Espécies
Este género contém as seguintes espécies:
- Westralunio albertisi Clench, 1957
- Westralunio carteri Iredale, 1934
- Westralunio flyensis (Tapparone Canefri, 1883)
- Westralunio inbisi Klunzinger, Whisson, Zieritz, J. A. Benson, B. A. Stewart & Kirkendale, 2022